# トム・スタラード
トーマス・アレクサンダー・スタラード（Thomas Alexander Stallard、1978年9月11日 - ）、通称トム・スタラード（Tom Stallard）は、イギリス・ロンドン出身の自動車技術者で、元ローイング競技選手。2008年夏季オリンピック（北京大会）の銀メダリスト（8人漕ぎローイング）。

## 経歴

### ローイング
父マットはロンドン大学でローイング競技選手だった人物で、スタラード自身も13歳の時（1991年頃）にローイングを始めた。1996年に世界ジュニアローイング選手権にイギリス代表として出場し、頭角を現す。
1999年にケンブリッジ大学に進学し、同大のローイングクラブ（CUBC）に所属した。その間、オックスフォード大学との対抗戦であるザ・ボート・レースに4回出場し、1999年と2001年に勝利した。2002年には同クラブの会長を務めた。
2002年に初めてシニアのイギリス代表選手に選ばれ、世界ローイング選手権に出場し、舵手つきフォアで金メダルを獲得した。
2004年の夏季オリンピック（アテネ）で、男子ローイング競技のエイト（8人漕ぎローイング）のイギリス代表選手に選出され、初めてオリンピックで競った。この大会でイギリス代表は9艇中の9位だった。
2008年の夏季オリンピック（北京）でも再びエイトでイギリス代表選手に選出され、銀メダルを獲得した。この大会で金メダルを獲得したカナダ代表とは1.22秒差だった。

### モータースポーツ
スタラードは、ローイング選手として活躍していた頃から、将来はモータースポーツの仕事をしたいと考えていたことから、ケンブリッジ大学ではモータースポーツ専門のコースを受講しており、実務経験も積んでいた。オリンピック北京大会が近づいた頃にはモータースポーツ工学の修士号取得のため大学に戻り、トレーニングと学業を両立させていた。
2008年のオリンピック直前にフォーミュラ1（F1）の強豪チームであるマクラーレンから加入のオファーがあったことから、オリンピック後にローイング選手を引退し、マクラーレンに加わった。
スタラードはエンジニアとして加入し、まずシミュレーター開発の仕事に携わった後、2010年にジェンソン・バトンのパフォーマンスエンジニアとなり、サーキットで働くトラックサイドエンジニアとなった。その後、2014年にバトンのレースエンジニアに昇格し、その後、ストフェル・バンドーン、カルロス・サインツJr.、ダニエル・リカルド、オスカー・ピアストリのレースエンジニアを務めている。

## 人物
子供時代のスタラードはレゴが好きで、成長した後はローイング競技のトレーニング以外の時間は車の改造を趣味としていた。父親は元ローイング選手、母親はF1ファンだったため、両親の両方の影響を受けて育った。
レーシングエンジニアの役割はローイングの舵手に似ていると考えており、適切なタイミングで適切な言葉をかけるよう心掛けていると述べている。担当ドライバーごとにレース中の情報の与え方を変えており、担当したドライバーについて、バンドーンは通常よりも少し怒らせた時にベストになり、対照的に、サインツは感情的になることがあるので落ち着いてハッピーな気分でいられるような情報を与えることが重要、リカルドには安心感を与えることが必要だったと分析している。